# کنجیرو تسودا
کنجیرو تسودا (津田 健次郎 Tsuda Kenjirō, ۱۱ ژوئن، ۱۹۷۱) صداپیشه، کارگردان فیلم، راوی، و بازیگر اهل ژاپن است. برخی از نقش‌های برجسته او به عنوان صداپیشه عبارتند از: ستو کایبا در یو-گی-او، ساداهارا اینویی در قهرمانان تنیس، کازاما چیکاگه در هاکوئوکی، میکوتو سوئوه و گوکی زنجو در پروژه کی، هانس در حمله به تایتان، نیکولاس براون در گنگستا.، اتومیک سامورایی در وان-پانچ من، اوورهال در مدرسه قهرمانانه من، تسوچیگوموری در هاناکو-کون وابسته به توالت، مانجی در تیغه جاودانه، جیگن / ایشیکی اوتسوتسوکی بوروتو: ناروتو نسل‌های بعدی، جوکر در فایر فورس، کِنتو نانامی در جوجوتسو کایسن، داینسلیف در گنشین ایمپکت، بیهولدر در به تو ای ابدی، و بروفورد در ماجراجویی عجیب و غریب جوجو.